# Loi marocaine no 31-08
Lire en ligne

B.O. n° 5932 page 347

Au Maroc, la loi n° 31-08 est le texte législatif qui édicte les mesures prises pour la protection des droits des consommateurs.

## Table générale des matières
- Titre premier : champ d’application.
- Titre II : information du consommateur.
  - chapitre premier : obligation générale d’information ;
  - chapitre 2 : information sur les délais de livraison ;
- Ttre III : protection des consommateurs contre les clauses abusives.
- Titre IV : pratiques commerciales.
  - chapitre 1 : publicité ;
  - chapitre 2 : vente à distance de produits, de biens et fournitures de prestations de service ;
  - chapitre 3 : démarchage ;
  - chapitre 4 : ventes en solde ;
  - chapitre 5 : ventes et prestations avec primes ;
  - chapitre 6 : refus et subordination de vente ou de prestation de service ;
  - chapitre 7 : ventes ou prestations de service «à la boule de neige» ou pyramidale ;
  - chapitre 8 : abus de faiblesse ;
  - chapitre 9 : loteries publicitaires ;
- Titre V : de la garantie légale des défauts de la chose vendue, de la garantie conventionnelle et service après vente.
  - chapitre 1 : de la garantie légale des défauts de la chose vendue ;
  - chapitre 2 : de la garantie conventionnelle ;
  - chapitre 3 : service après-vente ;
  - chapitre 4 : dispositions communes à la garantie conventionnelle et au service après-vente ;
- Titre VI : endettement.
  - chapitre 1 : crédit à la consommation ;
  - chapitre 2 : crédit immobilier ;
  - chapitre 3 : dispositions communes ;
- Titre VII : des associations de consommateurs.
  - chapitre 1 : dispositions générales ;
  - chapitre 2 : des actions en justice des associations de consommateurs reconnues d’utilité publique et de la fédération nationale de défense des consommateurs ;
- Titre VIII : procédure de recherche et de constatation des infractions.
- Titre IX : sanctions pénales.
- Titre X : dispositions diverses et transitoires.

## Principaux apports de la loi
Cette loi rassemble des dispositions spécifiques qui protègent les consommateurs face aux pratiques des professionnels.

### Interdiction des clauses abusives
L'article 15 définit la clause abusive comme étant toute clause qui a pour objet ou pour effet de créer, au détriment du consommateur, un déséquilibre significatif entre les droits et obligations des parties au contrat..

### Obligation de mentionner la garantie légale
L'article 62 dispose que dans les contrats conclus entre les fournisseurs et les consommateurs, le fournisseur ne peut proposer sa garantie conventionnelle sans mentionner clairement que s’applique, en tout état de cause, la garantie légale qui oblige le vendeur à garantir le consommateur contre les défauts ou les vices cachés de la chose vendue.

### Garantie légale
L'article 65 instaure une garantie légale de deux ans pour les immeubles et de un an pour les bien meubles.

## Vos droits